# شهریار (تهران)
شهریار، مرکز شهرستان شهریار در استان تهران است. این شهر، مهم‌ترین شهر در غرب استان تهران است. این شهر دارای باغات بسیار بوده محصولات باغی این شهر معروف است .

## تاریخچه
در جلد نخست کتاب فرهنگ جغرافیایی ایران نوشته حسینعلی رزم‌آرا که به چاپ رسیده‌است، دربارهٔ شهریار (علیشاه عوض سابق) اینگونه آمده‌است که نشان دهنده وضعیت این منطقه در آن دوران است: علیشاه عوض قصبه‌ای مرکز بخش شهریار تابع شهرستان تهران است که در ۳۰ کیلومتری باختر تهران واقع است. در جلگه واقع است و آب و هوایی معتدل دارد. ۲۹۶۴ سکنه شیعه مذهب و فارسی و ترکی زبان دارد. دارای قنات جدید و آب از رودخانه کرج. شغل مردم زراعت و باغداری است و محصولات این قصبه غلات، انگور، چغندر قند، سیب زمینی و انواع میوه‌جات است. ۳۰ باب دکان مختلفه دارد. ادارات دولتی این ده عبارتند از بخشداری، امین صلح، دامپزشکی، شعبه بانک کشاورزی، آمار، بهداری، فرهنگ، دفتر پست، دفتر ژاندارمری، بیمارستان و دبستان. کارخانه برق کوچک و آسیاب موتوری دارد. راه فرعی شوسه به تهران دارد که در کیلومتر ۱۵ از جاده تهران به قزوین جدا شده. از طریق بابا سلمان - بادامک و سیدآباد، همه روزه اتوبوس بین تهران و این قصبه رفت و آمد می‌نماید.

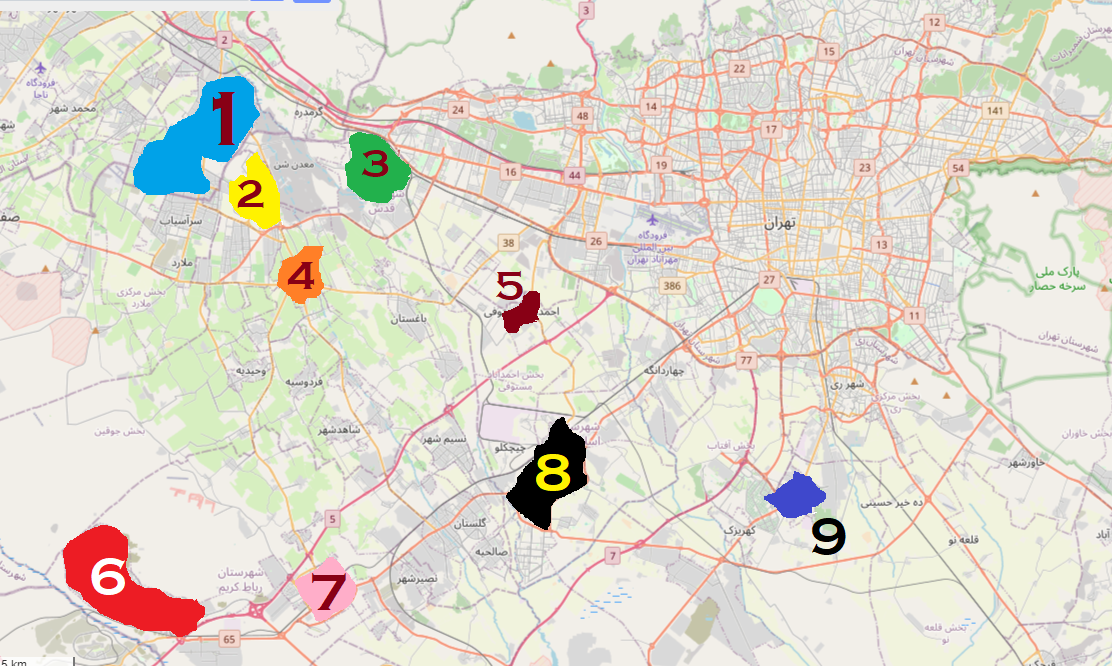
موقعیت برخی از شهرهای حاشیه‌ای جنوب، جنوب غرب و غرب نزدیک تهران ۱- فردیس ۲- اندیشه ۳- شهر قدس ۴- شهریار ۵- احمد آباد مستوفی ۶- پرند ۷- رباط کریم ۸- اسلامشهر ۹- باقر شهر

## واژه‌شناسی
واژهٔ (شهریار) از لحاظ اصطلاح‌شناسی (واژه‌شناسی) برخلاف پنداشت همگان به معنای یاری‌دهندهٔ شهر نمی‌باشد، بلکه این لغت از واژهٔ شهردار در دستور زبان پهلوی به معنای دارنده و مالک کشور یعنی فرمانروا و پادشاه به دست آمده‌است. همچنین در فرهنگنامه‌های بزرگ زبان فارسی معنای واژهٔ شهریار را برابر با (کلان‌شهر یا بزرگ شهر یا فرمانروای شهر) آورده‌اند. در کتب تاریخی از شهریار با عناوینی چون دی شهر، ولایت روستایی تاریخی در حوزه ری و منطقه ای حاصلخیز در مسیر رودخانه‌های غرب تهران یاد شده‌است.

## پیشینه شهرداری شهریار
شهرداری شهریار در سال ۱۳۳۱ بنیان‌گذاری شد. هنگام بنیان‌گذاری این سازمان، شهر شهریار ۵٬۰۰۰ نفر جمعیت داشته‌است. از هنگام بنیان‌گذاری تا کنون ۳۳ نفر مقام شهردار را بر عهده داشته‌اند.

## وجه تسمیه
در خصوص واژه شهریار تاکنون تعاریف و تعابیر گوناگونی شده، از جمله این تعابیر: یاری دهنده، شهردار، خشتره دار در فارسی باستان، شتر دار، دارنده و مالک کشور یعنی فرمانده و پادشاه و شهر بزرگ و کلانشهر می‌باشد، با این وجود سابقه چنین تعابیری از شهریار از قرار معلوم متأثر از برخی نواحی مجاور است. از نظر تاریخی، رونق، شهرت، وسعت و جایگاه اجتماعی و سیاسی هیچ‌یک از آبادی‌های استان تهران به پای شهر ری نمی‌رسد، از این رو سایر سکونت گاه‌های منطقه تهران را باید روستاها و شهرکهای کم سابقه تر و بعضاً از جمله نواحی ری به‌شمار آورد. نام‌هایی چون ورامین، تهران و قصران بعد از ری، برگ‌هایی از جغرافیایی تاریخی منطقه را به خود اختصاص می‌دهند.
در این میان از شهریار با عناوینی مثل ولایت، روستایی تاریخی در حوزه ری، یکی از بلوکهای تهران، از جمله مناطق حاصل خیز واقع در کنار مسیر رودخانه‌های غرب تهران یاد شده‌است.

## تقسیمات شهری
شهر شهریار یکی از هفت شهر شهرستان شهریار و مرکز شهرستان می‌باشد. ساختمان فرمانداری ویژه شهرستان شهریار و ادارات مرکزی در این شهر قرار دارند و از نظر موقعیت در غرب استان تهران و در قسمت شمال غربی با شهرهای ملارد و اندیشه، در شرق و شمال شرقی با شهرهای باغستان و شهرستان قدس، در جنوب و جنوب شرقی با شهرهای فردوسیه و صباشهر و در جنوب غربی با شهر وحیدیه و امیریه همسایگی دارد.

## محله‌های شهر
شهر شهریار دارای مناطق و نواحی پنج‌گانه می‌باشد؛ و همچنین مساحت شهر شهریار: بالغ بر۸۰۰۰ هکتار است.
- (منطقه مرکزی)

علیشاه عوض، کرشته، عباس‌آباد، محمدآباد، شهرک مخابرات فاز۱ و فاز۲، کردزار، شهرک کمیته
- (منطقه کهنز)

کهنز، اسدآباد، دینار آباد، شهرک پارسیان
- (منطقه رزکان)

دهشاد بالا، دهشاد پایین، رزکان، اسکمان، الورد
- (منطقه باغستان)

نصیر آباد، خادم آباد، سعید آباد، باباسلمان، صادقیه، شهرک مطهری، دهمویز
- (منطقه وائین) شهرک وائین، شهرک اداری، شهرک صدف (درضلع شرقی فاز۳اندیشه)
- (منطقه امیریه)

شهرک امیریه، حصارزیرک، شهرک بهاران، شهرک جانبازان
- (منطقه اندیشه) فاز یک،

(فازهای ۲تا۶ دارای شهرداری مجزی می‌باشد)
- (منطقه جعفریه) شهرک جعفریه، شهرک تیسفون، شهرک صنعتی والفجر، مسکن‌مهر شهریار

## آب و هوا
شهریار دارای باغات میوه متنوع و فراوان و آب و هوای فرحبخش و مطبوعی است. این شهر به دلیل وجود درختان و فضای سبز بسیار به عنوان نگین سبز و ریه استان تهران نامیده می‌شود.
شهریار دارای یک جریان هوایی است که به نام باد شهریار شهرت یافته‌است. جهت وزش این باد در منطقه از غرب به شرق با اندکی تمایل به سمت جنوب است.
همچنین در تاریخ آمده‌است که بادهای موسمی شهریار، دارای شدت بوده و با برخورد با چهره افراد آن را سیاه می‌نموده‌است اما امروزه نه از آن بادها خبری است و نه از مردمی که چهره‌هایشان بر اثر وزش باد سیاه شده باشد.

## اقتصاد و کسب و کار
- کشاورزی و دامداری:

بیشتر ساکنان بومی این شهر در باغات و مراتع به کشاورزی و دامداری مشغول هستند که در اطراف خارج از شهر گسترده‌است و این شهر از دیر باز یکی از قطب‌های اصلی در تولید انواع میوه و محصولات کشاورزی، دامی و لبنی به‌شمار می‌آید.
- صنعت و معدن:

وجود شهرک‌های صنعتی بسیار و کارگاه‌های تولیدی در این شهر مهاجران بسیاری را به خود جذب نموده که در بخش تولید و صنعت مشغول هستند. از جمله تولیدی تجهیزات ورزشی، همچنین در بخش شمالی این شهر نیز معادن شن و ماسه دایر و شرکت‌های بسیاری فعالیت می‌نمایند.
- ساخت و ساز و مسکن:

نوسازی و شهرک سازی نیز یکی دیگر از فعالیت‌های ساکنان این شهر در بخش مسکن و تجاری است و وجود شهر بزرگ اندیشه با فازهای ۶ گانه بستر مناسبی برای فعالیت در این بخش فراهم نموده‌است.